# Gencio
Gencio  (en griego antiguo: Γένθιος) fue un rey ilirio del siglo II a. C., hijo de Pleurato III.
Reinó entre el 181 y el 168 a. C.

## Vida política
En el 172 a. C. recibió como embajador del Imperio romano al magistrado y militar Aulo Terencio Varrón. En 171 a. C., Gencio era aliado de la República romana contra el Reino de Macedonia, pero en 169 a. C. cambió de bando, y se alió con Perseo de Macedonia. La ciudad más austral del Estado ardieo de Gencio era Lisos, ya establecida durante la Primera Guerra Ilírica. Allí arrestó a dos legados romanos, acusándoles de no llegar como emisarios, sino como espías. Gencio destruyó las ciudades de Apolonia y Dirraquio, que eran aliadas de Roma. In 168 a. C., fue derrotado en Scodra por una fuerza romana mandada por Lucio Anicio Galo, en solo veinte o treinta días, y en 167 a. C. llegó a Roma como cautivo, para participar en el triunfo de Galo. Se desconoce la fecha de su muerte.
Después de su muerte, los romanos dividieron la región en tres divisiones administrativas, llamadas meris. La extensión de la primera es desconocida, mientras que la segunda era Labeates, y la tercera, Acruvio, Rhizon, Olcinio y sus alrededores.

## Otras actividades
Plinio el Viejo, y Dioscórides, le atribuyen el descubrimiento del valor curativo de la Gentiana lutea, planta que le debería su nombre.

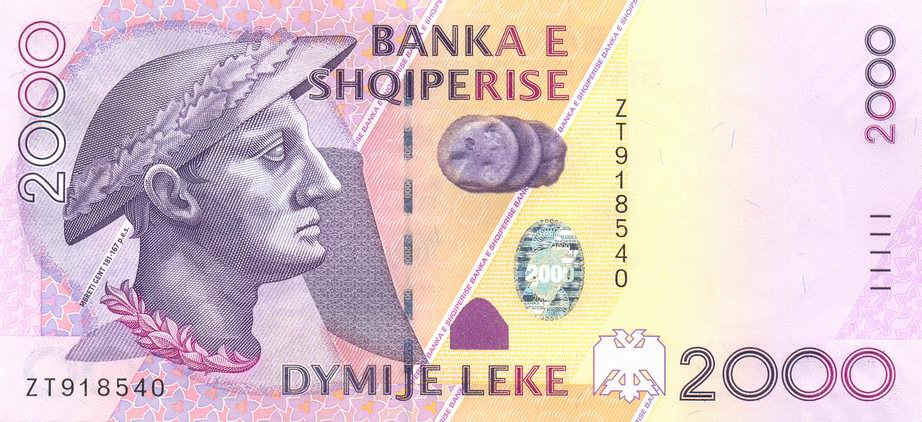
Billete de 2000 lekes (del año 2008).

En el siglo XX, el Banco de Albania ha empleado su imagen: Gencio está representado en el reverso de la moneda de 50 lekë albaneses, emitida en 1996 y 2000,
y en el anverso del billete de 2000 lekë albaneses, emitido en 2008.